# Israel Roa
Israel Roa Villagra (Angol, 28 de mayo de 1909 - Santiago, 13 de mayo de 2002) fue un destacado pintor expresionista chileno, ganador del Premio Nacional de Arte de Chile en 1985.

## Biografía
Decidido desde niño a seguir la carrera de pintor, se trasladó a Santiago en 1927 donde aprobó los exámenes de ingreso a la Escuela de Bellas Artes de la Universidad de Chile. En esta casa de estudios, fue alumno de Juan Francisco González en pintura, Ricardo Richon Brunet en dibujo al carboncillo, y de Carlos Lagarrigue y Virginio Arias en escultura.
En 1928 se trasladó a la ciudad de Valparaíso con la idea de encontrar la inspiración en el paisaje y retratar los colores y escenarios del puerto con sus alrededores costeros. En esa ciudad trabajó con el pintor Roko Matjasic.
En 1937 obtuvo la beca Humboldt que le permitió perfeccionar sus estudios en la Academia de Artes de Berlín (Alemania). Su estadía en esa ciudad, coincidió con los escultores chilenos Samuel Román y José Perotti. La experiencia le significó conocer el movimiento expresionista surgido en aquel país, adquirir normas de disciplina y obtener el reconocimiento de parte de sus maestros germanos.
A su regreso en 1939, asumió el curso de acuarela en la Escuela de Bellas Artes de la Universidad de Chile, siendo el primer maestro en enseñar dicha disciplina en Chile. Se desempeñó en el cargo hasta 1970, año en el que jubiló para dedicarse por completo a pintar.
En 1944, fue becado por el Gobierno de Brasil, país en que residió por un año y en el que coincidió con la escritora Gabriela Mistral, quién escribiría un elogioso ensayo sobre la obra del maestro en el marco de una exhibición de sus cuadros.
En sus óleos y acuarelas dejó al descubierto la fuerza del paisaje chileno y con un sabor autóctono, lleno de sentimientos, enfatizó la sensualidad y el desenfado de la factura, rasgos distintivos de la Generación a la que pertenecía.
Sintió atracción por las sensaciones primarias, por la vida instintiva ajena a elaboraciones intelectuales, por la materia y las cualidades sensibles de los objetos.
En las composiciones de costumbres,  logró revivir con alegría e ímpetu, las fiestas populares o las mágicas y misteriosas escenas de la tradición aborigen, a veces fijó la atención en detalles inesperados como en el caso de "Ventanal" ("Pioja"), donde su proyección fue Más allá de los techos humildes de las barras de un pobre ventanal.
La gracia criolla, el humor jocoso o negro unido a una inclinación expresionista, a un estado intenso y desafiante estuvieron siempre presentes en sus telas a través de un tratamiento apasionado de la técnica pictórica como en el caso de "18 de septiembre", "Cementerio de Angol", "Las viudas de Rapa Nui", "Mi tío Cardenio", cuadros de temas vernáculos.
El tratamiento expresionista también lo manifestó en retratos como "Figura", donde un dibujo vigoroso, incisivo, de colorido intenso, indicaron la huella de los pintores expresionistas.
Se mantuvo siempre fiel a la búsqueda de los valores entrañables del ámbito chileno, como reveló su óleo "La tirana", donde se inclinó por una certera y escueta captación de lo autóctono. 
Ejerció una importante labor como formador de nuevas generaciones de pintores, recordada es su participación en cursos de dibujo y pintura en la Escuela de Verano de la Universidad de Valparaíso. Entre sus alumnos más destacados se encuentra el pintor Reinaldo Villaseñor.
Sus méritos fueron reconocidos por el gobierno de Chile al concederle el Premio Nacional de Arte de Chile en 1985.

## Obras principales
- La pampilla de Coquimbo
- 18 de septiembre
- Figura
- Gato en la ventana
- Una noche con Sasha
- La loquita debajo de la mesa